# Васил Китов
 Тази статия е за архитект-реставратор Васил Китов.  За археолога вижте Георги Китов.  
Васил Бориславов Китов е български архитект, един от най-изявените специалисти в сферата на реставрацията от втората половина на XX в. и първото десетилетие на XXІ в. в България.
Сред неговите по-известни проекти за реставрация са: Боянската църква, църквата „Св. Богородица“ в Драгалевския манастир, базиликата „Св. София“, църквата „Св. Св. Кирил и Методий“ в София, централната синагога в София, сградата на Народното събрание и много други.

## Биография
Васил Kитов е роден на 14 януари 1944 г. в Самоков като най-голям син от 3 деца (сестра Ана – 1946 г. и брат Николай – 1956 г.) в семейството на Борислав Костов Китов – ставрофорен иконом и талантлив самодеен художник, скулптор и дърворезбар, и Стиляна Христова Танушева. Основното си образование получава в училище „Самоковска комуна“, а средното в гимназия „Константин Фотинов“ в Самоков. От 1964 г. живее в София, където завършва висше образование в Архитектурния факултет на Висшия инженерно-строителен институт (ВИАС, след 1990 г. УАСГ) през 1975 г. През 1972 г. сключва граждански и църковен брак с Румяна Сарафова. Има две дъщери – Милена (1975 г.) и Боряна (1978 г.).
Още по време на следването си през септември 1971 г. започва работа в Националния институт за паметниците на културата (НИПК), след 2009 г. НИНКН) в отдела на арх. Златка Кирова. Върху неговото формиране като архитект-реставратор голямо влияние оказва арх. Никола Мушанов, на чиято работа по реставрацията на джамията в Самоков е свидетел още като юноша. Работи в НИПК от 1971 до 1992 г. като проектант, ръководител група, ръководител ателие „Сердика“ и експерт. През 1981 г. специализира в Центъра по консервация и реставрация ICCROM в Рим.
След 1992 работи в частни фирми: „Архконтекс“, „Толос проект“, „Толос – Китов“ ЕООД, София. Има дългогодишна преподавателска дейност (1998 – 2004 г.) в Нов български университет (НБУ) по направлението „Градоустройствено и архитектурно наследство на България (XVIII – XX в.)“. Член е на множество журита в конкурси на съответните професионални организации.
Въпреки тежкото си заболяване остава активен проектант до смъртта си на 23 октомври 2013 г.

## Професионална кариера
Васил Китов е сред най-специализираните архитекти-реставратори с изключителен принос в опазването на архитектурното наследство на България. Като проектант в НИПК работи по реализацията на над 90 обекта за консервация, адаптация и реставрация на къщи и църкви в Мелник, Банско, Самоков, София и др., както и на археологически обекти в София, Мездра и стария град в Несебър.

### По-значими обекти и проекти
- Църква „Св. Петка Самарджийска, 1972 – 1975 г. (в съавторство с арх. Н. Мушанов);
- „Анализ на градоустройственото развитие на централна градска част на София“ – част „Археология“, 1977 г.;
- „Концепция за доразкриване и експониране на археологията на антична Сердика (София)“, 1981 г.;
- Боянска църква, 1978 – 1985 г. (главен художник-реставратор Лозинка Койнова-Арнаудова 1978 – 1997 г. и проф. Григорий Григоров)[2];
- Централна Синагога, 1989 – 1991 г. (отговорен проектант и ръководител на полидисциплинарен екип на НИПК);
- Реставрация на Троянски манастир, 1988 – 1989 г. – методическо ръководство;
- Реставрация на Роженски манастир, 1975 – 1976 г. (в съавторство с арх. Златка Кирова и арх. Никола Мушанов);
- Консервация и реставрация на археологически обекти в Несебър, 1993 – 1994 г. и 1999 – 2000 г.;
- Изследване на състоянието на средновековната църква „Св. Стефан“ в Несебър, 1994 г.;
- Ранно-християнска гробница със стенописи под ул. „Генерал Йосиф В. Гурко“ в София;
- Църквата „Св. Св. Кирил и Методий“ в София 1994 – 1997 г.;
- Централна минерална баня (фасадна реставрация), 1980 – 1983 г. и 2002 – 2003 г.;
- Министерство на земеделието и горите (фасадна реставрация), 1999 – 2000 г.;
- Сградата на Народното събрание (фасадна реставрация), 2000 г.;
- Сградата на Военния клуб (Проект за преустройство в кафе-клуб на салоните на сладкарницата в партерния етаж), 1997 г.;
- Сградата на Първа мъжка гимназия в София, 1999 г.;
- Средновековната църква „Св. Спас“ в София, 2005 г.;
- Базиликата „Св. София“ в София, (интериори и подземния музей в археологическото ѝ ниво)[3]

, 1996 г., 2001 – 2004 г. и 2010 – 2012 г.;
- Последният му обект е експониране на археологическите останки под Ларгото – Археологически културно-комуникационен комплекс „Сердика“, (етап 1), 2013 г.

В чужбина
- Църквите „Св. Георги“ (2001 – 2004 г.) и „Св. Св. Константин и Елена“ (2001 – 2008 г.) в Одрин, Турция;
- Проучване на Българската Екзархия и Метоха „Св. Иван Рилски“ (адаптация на интериорите, 2009 г.) в Истанбул, Турция;
- Реставрация на Зографския манастир, източен сектор (2006 – 2007 г.), Атон, Гърция.

## Награди
- Голяма Награда на САБ – 1991 г. – за реставрацията на Централната Синагога, София;
- Голяма Награда на САБ – 2008 г. – за реставрация на българската православна църква „Св. Св. Константин и Елена“, Одрин, Турция;[4]
- Първа Награда в раздел „Архитектурно наследство“ през 1985, 1987, 1989, 1993 и 2010 г.;
- Втора Награда, 1995 г.;
- Диплома и медал, 1997 г.;
- Диплома и плакет от Биеналето на архитектурата, 1987 г.;
- Награда на фондация „Doron“, Израел, 1997 г.;
- Награда сдружение „Пимен Зографски“, 1998 г.;
- Награда на Rotary Club – София, 2002 и 2007 г.;
- Номиниран от САБ за награда „Паисий Хилендарски“ през 2000, 2001 и 2003 г.
- Награда за архитектура на София, 2005 и 2013 г.;
- Сребърен плакет на Министерски съвет на Република България за реставрация на българските православни църкви „Св. Св. Константин и Елена“ и „Св. Георги“ в Одрин, Турция[5];
- Медал на президента на Република България – за принос в опазването на българското архитектурно наследство;
- Кристален почетен знак от ректора на Тракийския университет, Одрин, Турция;
- Награда за архитектура на Министъра на културата на Република България, 2008 г.;
- Почетен гражданин на София, Столична община, 2012 г.;

## Галерия
- Църква Св. Петка Самарджийска
- Сградата на Централна минерална баня, днес Регионален исторически музей – София
- Църква „Св. София“
- План на Археологическото ниво на базиликата „Св. София“
- Античен културно-комуникационен комплекс Сердика – Зона Ларго
- Драгалевски манастир „Успение Богородично“
- Църква „Св.Св. Кирил и Методий“, София
- Софийска синагога
- Сградата на Народното събрание на Република България
- Зографски манастир, Атон, Гърция
- Българска праволсавна църква „Св. Георги“, Одрин, Турция
- Тракийски университет, Одрин, Турция